# Ottorino Volonterio
Ottorino Volonterio, né le 7 décembre 1917 à Orselina (canton du Tessin) et mort le 10 mars 2003 à Lugano, est un pilote automobile suisse.

## Carrière
Il a notamment disputé trois Grands Prix de championnat du monde dans les années 1950. Très fortuné, il pilotait généralement ses propres voitures. 
Hors championnat, il termine deuxième des Coupes de Paris 1955 à Montlhéry au volant d'une Maserati 250F puis cinquième du Grand Prix de Naples en 1956 avec une A6GCM ({septième l'année suivante),. Il finit septième de la Coppa Inter-Europa en 1965, sur Alfa Romeo Giulietta Sprint Zagato, après avoir été huitième de la Coppa F.I.S.A. en 1963 avec la même voiture.
Chaque saison, il dispute régulièrement quelques courses de 1959 à 1973, après avoir fait ses débuts dès 1947 au Preis von Bremgarten (sur Bugatti T57).